# باول جوزيف بارتيز
باول جوزيف بارتيز (بالفرنسية: Paul-Joseph Barthez)‏ هو بروفيسور وطبيب فرنسي، ولد في 11 ديسمبر 1734 في مونبلييه في فرنسا، وتوفي في 15 أكتوبر 1806 في باريس في فرنسا.